# Политика Республики Косово
Политика Косова проходит в рамках многопартийной парламентской представительной демократической республики, посредством чего Президент (Presidenti) является главой государства и премьер-министр (Kryeministri) главой правительства. Парламентские выборы проводятся каждые четыре года, последние проводились в 2017.
Исполнительную власть осуществляет правительство (Qeveria), под председательством премьер-министра. Законодательная власть принадлежит как исполнительной, так и парламенту (Kuvendi). Судебные органы независимы от исполнительной и законодательной власти.

## Правительство

### Исполнительная ветвь
Группу учреждений, осуществляющую исполнительную власть в стране возглавляет премьер-министр Косова, а также она включает в себя премьер-министра, вице-премьеров и ряда других министров. Президент Косова тоже играет свою роль.
Иса Мустафа является премьер-министр Косова и главой правительства. Хашим Тачи является Президентом Косова и главой государства. Правящими партиями в Косове являются Демократической партии Косова (PDK) , Демократическая Лига Косова (LDK) и «Самоопределениe» (Vetëvendosje).

### Законодательная ветвь
Ассамблея Косова (Kuvendi i Kosovës) состоит из 120 членов, избираемых на четырёхлетний срок. Согласно Конституции, Косово имеет Ассамблею, состоящую из 120 членов. Она включает в себя двадцать закреплённых мест: десять для косовских сербов и десять для несербских меньшинств (например, боснийцев, цыган, и т. д.). В Косове существует многопартийная система с множеством партий, в которой ни одна из партий часто не имеет шанс получить одиночную власть, и партии должны работать друг с другом, чтобы сформировать коалиционные правительства.
Ассамблея принимает все законы в Косове, ратифицирует международные договоры, назначает Президента, премьер-министра, министров, судей всех судов, принимает бюджет и выполняет другие функции, определённые Конституцией. Парламент может провести голосование по вопросу о вотуме недоверия правительству большинством членов.

## Автономия и независимость

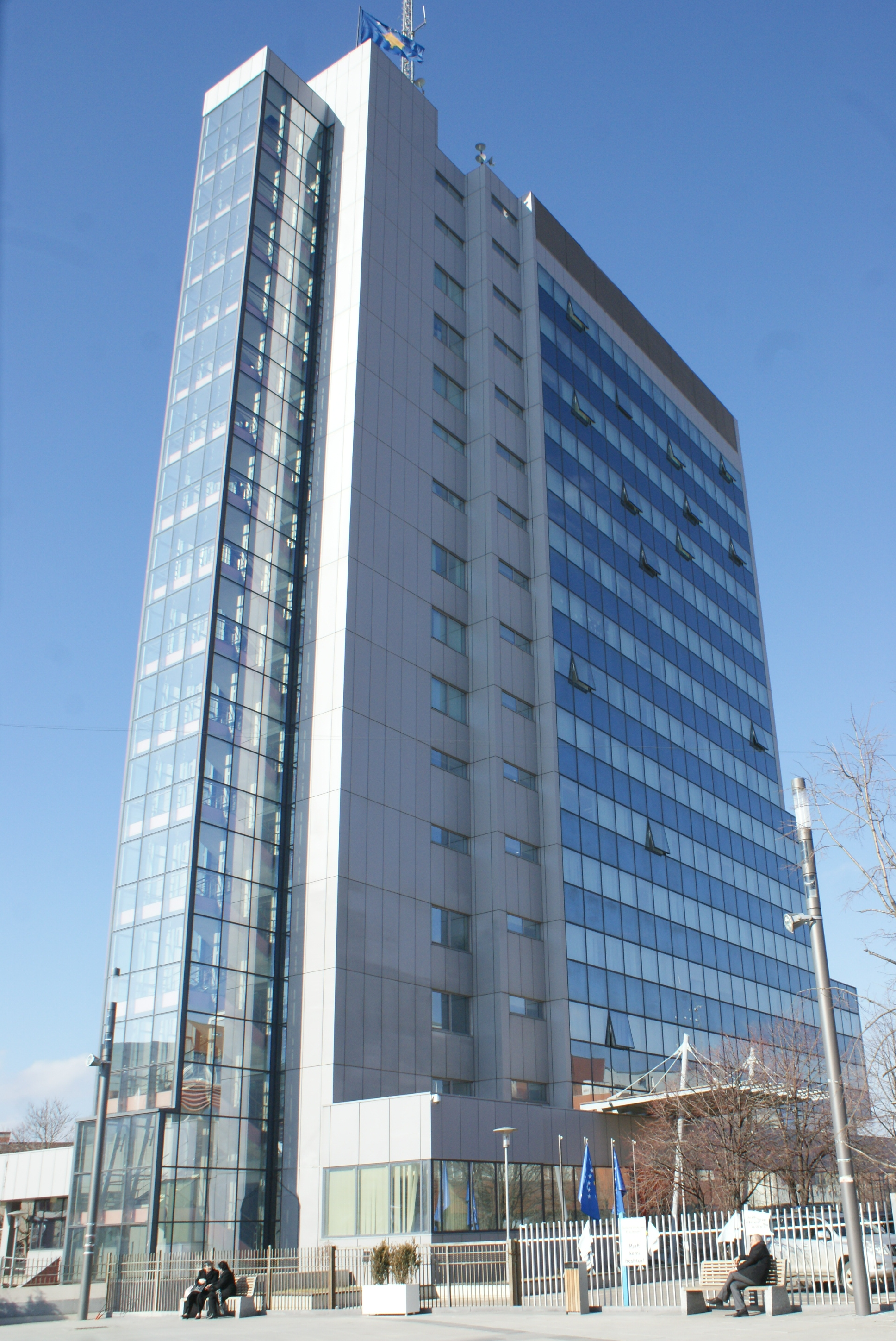
Здание правительства Косова в Приштине.

Автономная область Косово и Метохия (1945—1963) была создана в 1945 году в качестве автономного органа в рамках народной Республикой Сербия. Согласно конституции 1974 года, Косово получило широкую автономию, и стало одним из субъектов югославской Федерации.
5 июля 1989 года эта широкая автономия была аннулирована Слободаном Милошевичем с администрацией, и автономия Косова была приведена к статусу до 1974 года. 28 сентября 1990 года провинции было возвращено название Автономной провинции Косово и Метохии.
В 1990 году в Косове была провозглашена независимость этническими албанскими политиками и она была признана Албанией. Название образования было Республика Косова. В период боевых действий, развернувшихся между косовскими албанцами и югославскими силами безопасности, произошёл гуманитарный кризис. В 1999 году Организация Объединённых Наций приняла Косово под своё управление после войны в Косове. Согласно резолюции Совета Безопасности ООН 1244, Миссия Организации Объединённых Наций по делам временной администрации в Косове (МООНК) была создана 10 июня 1999 года, которая поддерживала функционирование Косова как провинции. Резолюции 1244 СБ ООН призвала к политическому процессу по определению будущего статуса Косова, под эгидой ООН начались переговоры в 2006 году.
Резолюция Совета Безопасности ООН № 1244 поставила Косово под временную администрацию ООН до определения будущего статуса Косова. Этим Постановлением МООНК было поручено с широкими полномочиями управлять Косовом, но и дано направление по созданию временных институтов самоуправления. Резолюция 1244 не дала Югославии никакой роли в управлении Косовом, и с 1999 года, национальные законы и институты не действует в Косове. В резолюции был признан югославский суверенитет Косова. НАТО имеет отдельный мандат для обеспечения безопасной и надежной среды.
В мае 2001 года, МООНК приняло конституционные рамки, которые установили временные институты самоуправления Косова (ВИС). После 2001 года, МООНК постепенно увеличивает регулирующие полномочия ВИС, сохраняя себе некоторые полномочия, такие как управление Министерством иностранных дел. В Косове также созданы муниципальные органы власти и на международном уровне под надзором полиции в Косове.
Самая многочисленная политическая партия Косова, Демократическая Лига Косова (LDK), берет свое начало в 1990-х годах ненасильственного движения сопротивления против правления Милошевича. Партию возглавляет Ибрагим Ругова до своей смерти в 2006 году. Две другие крупнейшие партии имеют свои корни в освободительной армии Косова (KLA): Демократическая партия Косова (PDK), которую возглавляет бывший лидер KLA Хашим Тачи и Альянс за будущее Косова (AAK) под руководством бывшего командира KLA Рамуша Харадиная. Косовский издатель Ветон Суррои сформировал свою собственную политическую партию в 2004 году под названием «Ora.» Косовские сербы образовали Сербский список для Косово и Метохии (SLKM) в 2004 году, но бойкотировали косовские институты и не занимали места в Ассамблее Косова.
В ноябре 2001 года организация по безопасности и сотрудничеству в Европе руководила первыми выборами в Ассамблею Косова. После этих выборов все политические партии Косова формируют единую коалиция и избирают Ибрагима Ругова президентом и Байрама Реджепи (PDK) премьер-министром.
После выборов в Косове в октябре 2004 года, LDK и AAK сформировали новую правящая коалиция, в которую не входили PDK и Ora. Это коалиционное соглашение приводит к тому, что Рамуш Харадинай (AAK) становится премьер-министром, в то время как Ибрагим Ругова сохранил за собой пост президента. PDK и Ora критично относились к коалиционному соглашению, и с тех пор часто обвиняют нынешнее правительство в коррупции.
Рамуш Харадинай подал в отставку с поста премьер-министра после того, как он был обвинен в совершении военных преступлений международным уголовным трибуналом по бывшей Югославии в марте 2005 года. Его заменил Байрам Косуми (AAK). Но в политической встряске после смерти президента Руговы в январе 2006 года, Косуми сам был заменен бывшим командиром корпуса защиты Косова Агимом Чеку. Чеку завоевал признание за его отношение к меньшинствам, но Сербия была критичной из-за его военного прошлого, как и военный руководитель KLA утверждал, что он недостаточно делает для косовских сербов. Сербский суд вынес обвинительные приговоры Чеку за совершенные им военные преступления в Косове. Ассамблея Косова избрала президентом Фатмира Сейдиу, бывшего парламентария LDK, после смерти Руговы. Славиша Петкович, министр по делам общин и возвращения населения, будучи единственным этническим сербов в правительстве, подал в отставку в ноябре 2006 года на фоне обвинений в коррупции в его Министерстве.
10 февраля 2007 года, около 3000 человек протестовали против плана главного переговорщика ООН Мартти Ахтисаари, который фактически предоставил бы независимость Косова как провинции. Некоторые воинствующие группировки этнических албанцев, как и партия «Vetevendosje» (рус. самоопределение), который вел субботние протесты этнических албанцев в Приштине, настроенные против переговоров ООН и с требованием к парламенту Косова провозгласить независимость немедленно. Во вторник 13 февраля 2007 года, министр внутренних дел Косова Фатмир Реджепи подал в отставку после того, как два человека скончались от полученных ранений в ходе столкновений с полицией во время акции протеста. (недоступная ссылка)
Выборы были проведены в Косове 17 ноября 2007 года. После первых результатов утром 18-го, лидер оппозиции Хашим Тачи шёл к тому, чтобы получить 35 % голосов, он одержал победу для PDK, Албанской Демократической партии, и заявил о своем намерении провозгласить независимость. Демократическая Лига Президента Фатмир Сейдиу стала второй с 22 процентами голосов. Явка на выборах было невелика, причем большинство сербов отказалось голосовать.
25 декабря 2007 года было объявлено, что Демократическая партия Косова Тачи будет формировать коалицию с Демократической Лигой Фатмира Сейдиу, образуя незначительное большинство: 62 места из 120. Правительство Тачи будет включать в себя 7 министров из своей партии, 5 министров от LDK и 3 министра из неалбанских общин.
После нескольких лет неудачных переговоров о статусе Косова в Сербии, премьер-министр Косова Хашим Тачи объявил 16 февраля 2008 года, что Ассамблея Косова провозгласит независимость на следующий день, 17 февраля 2008 в 17:00. На данный момент независимость Республики Косово признали 110 из 193 государств ООН.

## Партии
По итогам выборов 2021 года в парламенте Косова представлены следующие партии:
| |           |        |      |       |
| Партия | Голоса    | %      | Мест | +/-   |
| Самоопределение | 438 334   | 49,95  | 58   | +29   |
| Демократическая партия Косова                                                                                            | 148 296   | 16,90  | 19   | -5    |
| Демократическая лига Косова                                                                                              | 110 978   | 12,65  | 15   | -15   |
| Альянс за будущее Косова                                                                                                 | 62 111    | 7,08   | 8    | -5    |
| Сербский список | 44 404    | 5,06   | 10   | 0     |
| Социал-демократическая инициатива                                                                                        | 21 998    | 2,51   | 0    | -4    |
| Турецкая демократическая партия Косова                                                                                   | 6496      | 0,74   | 2    | 0     |
| Объединённое сообщество                                                                                                  | 6422      | 0,73   | 1    | новая |
| Коалиция Вакат | 5949      | 0,68   | 1    | -1    |
| Цыганская инициатива | 4049      | 0,46   | 2    | новая |
| Новая демократическая инициатива Косова                                                                                  | 3305      | 0,38   | 1    | 0     |
| Новая демократическая партия                                                                                             | 2898      | 0,33   | 1    | 0     |
| Социал-демократический союз                                                                                              | 2569      | 0,29   | 0    | новая |
| Египетская либеральная партия                                                                                            | 2430      | 0,28   | 0    | -1    |
| Единственная горанская партия                                                                                            | 2162      | 0,25   | 1    | 0     |
| Партия ашкали за интеграцию                                                                                              | 2138      | 0,24   | 1    | 0     |
| Ашкальская демократическая партия Косова                                                                                 | 1960      | 0,22   | 0    | 0     |
| Гражданские инициативы за свободу, справедливость и выживание                                                            | 1508      | 0,17   | 0    | новая |
| Наша инициатива | 1383      | 0,16   | 0    | новая |
| Движение за интеграцию                                                                                                   | 1261      | 0,14   | 0    | новая |
| Партия инновационного турецкого движения                                                                                 | 1243      | 0,14   | 0    | новая |
| Прогрессивное движение косовских цыган                                                                                   | 1208      | 0,14   | 0    | новая |
| Fjala | 1086      | 0,12   | 0    | 0     |
| Обединённая цыганская партия Косова                                                                                      | 1074      | 0,12   | 0    | -1    |
| Коалиция Внесте | 1010      | 0,12   | 0    | 0     |
| Косоварская новая цыганская партия                                                                                       | 600       | 0,07   | 0    | 0     |
| Сербский демократический альянс                                                                                          | 476       | 0,05   | 0    | новая |
| Партия албанский национальный фронт                                                                                      | 155       | 0,02   | 0    | новая |
| Всего | 877 503   | 100,00 | 120  | 0     |
| |           |        |      |       |
| Действительные голоса | 877 503   | 97,01  |      |       |
| Недействительные голоса                                                                                                  | 27 043    | 2,99   |      |       |
| Всего | 904 546   | 100    |      |       |
| Явка и зарегистрированные избиратели                                                                                     | 1 851 927 | 48,84  |      |       |
| Источники: CEC Архивная копия от 6 мая 2021 на Wayback Machine, CEC Архивная копия от 6 мая 2021 на Wayback Machine, CEC |           |        |      |       |